# الختم الرئاسي لتركيا

العلم الرئاسي لتركيا.

الختم الرئاسي في تركيا هو الختم الرسمي لرئيس تركيا.
يحتوي على 16 نجمة كبيرة و (الشمس، ترمز إلى جمهورية تركيا) في الوسط، وتحيط بها 16 نجمة خماسية، ترمز إلى 16 إمبراطورية تركية عظمى على مدى التاريخ التركي. جذور الختم الرئاسي وعلم تركيا تعود إلى سبتمبر عام 1922، عندما تم استخدام علم مماثل على السيارات التي كانت تقل مصطفى كمال أتاتورك إلى أزمير خلال الأيام الأخيرة من حرب الاستقلال التركية. هذا العلم حاليا معروضة في متحف آنت كابير في أنقرة. وقد صُدّق خصائص وأبعاد العلم الرئاسي مع قانون المرسوم اليمينى في 22 أكتوبر 1925. وفقا لهذا القانون، تم تحديد أبعاد الختم الرئاسي بأنه «70سم * 70سم»، بينما الشمس في الوسط (التي بدت مشابهة لتلك الموجودة حالياً) 20 نجمة مكونة من 10 حادة الحواف و10 بيضاوية الحواف. تم الحفاظ على أبعاد «70سم * 70سم» من ختم الرئاسة في قانون العلم التركي في 29 مايو 1936. ولكن خفضت لاحقا إلى «30سم * 30سم» مع التعديل القانوني الجديد الذي تم إجراؤها على 14 سبتمبر 1937. تم تخفيض عدد من أشعة الضوء في الشمس من ختم الرئاسة إلى 16 (8 طويلة و8 أشعة ضوئية قصيرة، وجميعهم حاد الحواف) لكي ترمز إلى 16 الدول التركية في التاريخ، مع تعديل قانوني آخر 18 فبراير 1978. أخذ الختم والعلم شكلهما وأبعادهما الحالية مع التعديل القانوني النهائي في 25 يناير عام 1985.

## الدول والإمبراطوريات التاريخية التركية على الختم الرئاسي لتركيا
الأتراك كان قد أسسوا مجموعة من الدول قصيرة الأجل وإمبراطوريات في التاريخ. في الختم كل من هذه ال16 الدول التركية التاريخية، يمثله نجوم. وفقا للقائمة فإن الإمبراطورية العثمانية هو النجمة ال16 وجمهورية تركيا هي النجمة الكبيرة في المركز.
| الاسم التركي                 | الترجمة العربية                | المؤسس               | مقالة                  | التواريخ       |
| ---------------------------- | ------------------------------ | -------------------- | ---------------------- | -------------- |
| Büyük Hun İmparatorluğu      | الإمبراطورية الهونية العظمى    | مته باغاتير          | كيونج-نو               | 220 ق.م-46 ق.م |
| Batı Hun İmparatorluğu       | الإمبراطورية الهونية الغربية   | بانو                 | (تقريبا جنوب كيونج-نو) | 48-216         |
| Avrupa Hun İmparatorluğu     | الإمبراطورية الهونية الأوروبية | مونجوك               | إمبراطورية الهون       | 375-469        |
| Akhun İmparatorluğu          | الإمبراطوية الهون البيض        | آق سنجر              | الهياطلة               | 390-577        |
| Göktürk İmparatorluğu        | إمبراطورية غوك تورك            | الخاقان بومين        | غوكتورك                | 552-745        |
| Avar İmparatorluğu           | امبراطورية                     | باير خان             | خاقانية الآفار         | 565-835        |
| Hazar İmparatorluğu          | إمبراطورية الخزر               | زيبيل                | خاقانية الخزر          | 651-983        |
| Uygur Devleti                | دولة الأويغور                  | كوتلوغ بيلجه كول خان | خاقانية الأويغور       | 745-1369       |
| Karahanlılar                 | القراخانيون                    | سالتوك بوغرا خان     | قراخانات               | 840-1212       |
| Gazneliler                   | الدولة الغزنوية                | الب تكین             | غزنويون                | 962-1186       |
| Büyük Selçuklu İmparatorluğu | الإمبراطورية السلجوقية العظمى  | سَلْجُوق بن دُقَاق        | الدولة السلجوقية       | 1040–1157      |
| Harzemşahlar                 | الخوارزميون                    | قطب الدين محمد       | خوارزميون              | 1097–1231      |
| Altınordu Devleti            | دولة القبيلة الذهبية           | باتو خان             | القبيلة الذهبية        | 1236–1502      |
| Büyük Timur İmparatorluğu    | الإمبراطورية التيمورية العظمى  | تيمورلنك             | تيموريون               | 1368–1501      |
| Babür İmparatorluğu          | إمبراطورية بابور               | ظهير الدين بابر      | إمبراطورية مغول الهند  | 1526-1858      |
| Osmanlı İmparatorluğu        | الإمبراطورية العثمانية         | عثمان بن أرطغرل      | الدولة العثمانية       | 1299-1922      |

## معرض صور

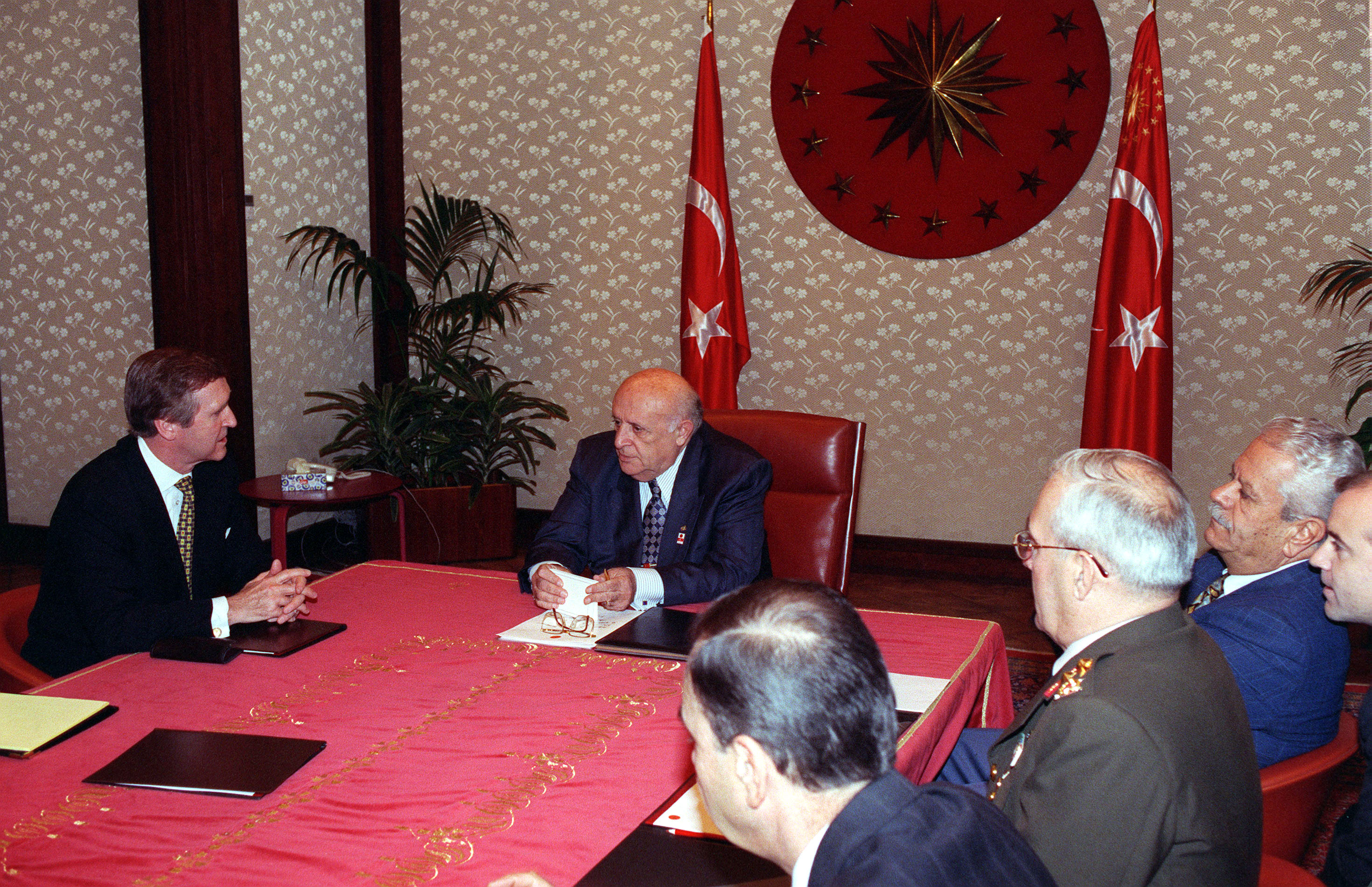
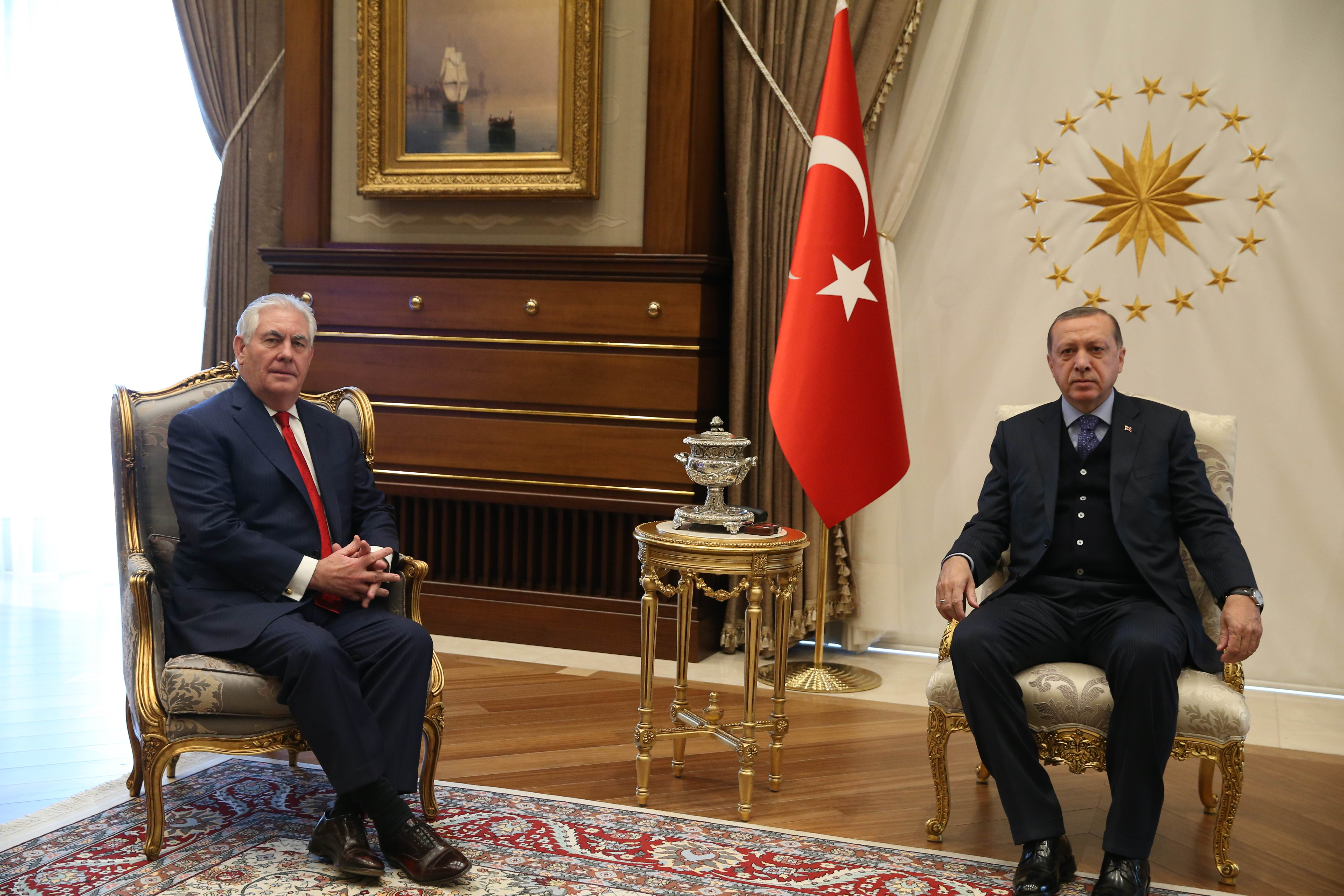
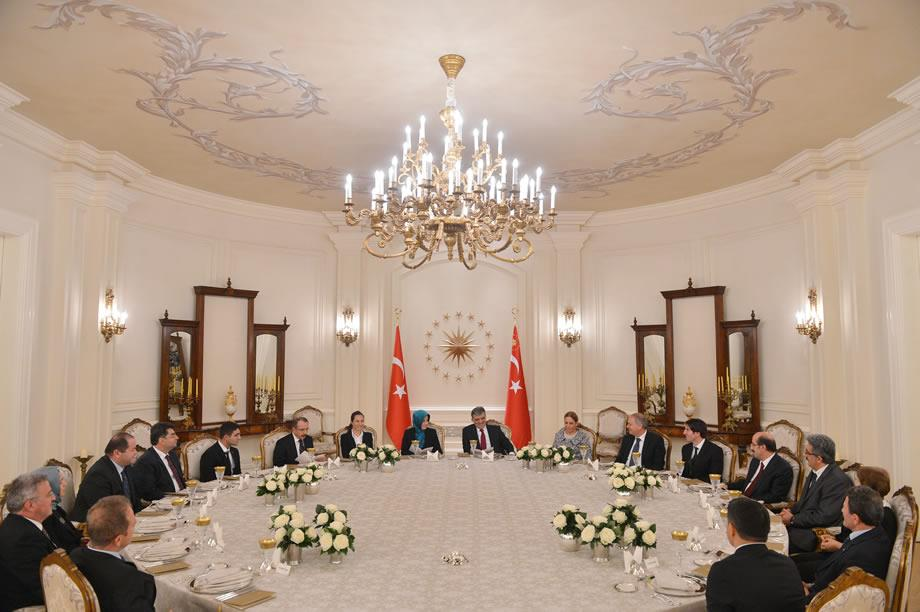